# Sahoelstruikkoekoek
De sahoelstruikkoekoek of treurkoekoek (Cacomantis variolosus) is een vogel uit de familie Cuculidae (koekoeken).

## Verspreiding en leefgebied
Deze soort komt wijdverspreid voor in het Australaziatisch gebied en telt acht ondersoorten:
- C. v. major: noordelijke Molukken.
- C. v. tymbonomus: Roti, Timor en Wetar.
- C. v. infaustus: Nieuw-Guinea.
- C. v. obscuratus: Numfor.
- C. v. variolosus: noordelijk en oostelijk Australië.
- C. v. macrocercus: Nieuw-Brittannië, Nieuw-Ierland en Tabar (Bismarck-archipel).
- C. v. websteri: Lavongai (Bismarck-archipel).
- C. v. fortior: D'Entrecasteaux-eilanden.

## Status
De grootte van de populatie is niet gekwantificeerd maar de soort wordt omschreven als algemeen tot zeer algemeen. Op de Rode lijst van de IUCN heeft deze soort de status niet bedreigd.